# Рошбрюн, Альфонс Тремо де
Альфо́нс Амеде Тремо́ де Рошбрю́н (фр. Alphonse Amédée Trémeau de Rochebrune; 18 сентября 1836 — 23 апреля 1912) — французский зоолог, ботаник, антрополог и геолог. Сотрудник Национального музея естественной истории в Париже (1878—1911).

## Биография
Родился в 1836 году в Сен-Савене. Сын куратора музея из Ангулема. Обучался медицине, работал в военных госпиталях в качестве интерна, затем ассистентом хирурга. В 1874 году получил степень доктора медицины. C 1875 по 1877 год работал в госпитале в Сенегамбии (Западная Африка).
С 1878 года был сотрудником Национального музея естественной истории в Париже. В первые три года он занимал должность ассистента препаратора в отделе антропологии. В 1881 году получил должность ассистента естествоиспытателя (фр. aide-naturaliste) в отделе моллюсков, червей и зоофитов в связи со смертью осенью 1880 года Виктора Бертена (1849—1880), занимавшего эту позицию до него. В этой должности оставался до выхода на пенсию в 1911 году. Характеризовался неровными темпами работы, конфликтовал с коллегами, в частности со ставшим с 1903 года заведующим отделом Луи Жубеном (1861—1935).

## Научная деятельность
Рошбрюн обладал очень широким кругом научных интересов, занимаясь ботаникой, зоологией, палеонтологией, антропологией, геологией и этнографией.
Значительный вклад внёс в малакологию, исследовав морскую и пресноводную фауну хитонов, двустворчатых и головоногих ряда регионов: Западной Африки и Кабо-Верде, Юго-Восточной Азии, Патагонии. В 1882—1883 годах вместе с малакологом Жюлем Франсуа Мабийем участвовал в экспедиции к мысу Горн, отчёт о которой они опубликовали в 1889 году. В 1884 году доставил в Национальный музей естественной истории около 3000 раковин моллюсков из коллекции Рене Примевера Лессона (1794—1849).
Многие таксономические описания, сделанные Рошбрюном, в настоящее время оказываются проблематичными, поскольку он зачастую пренебрегал правилом сохранения типового экземпляра.

### Публикации
Автор более 150 публикаций, в том числе:
- Recherches d’ethnographie botanique sur la flore des sépultures péruviennes d’Ancon (фр.). — 1879.
- De l’emploi des Mollusques chez les peuples anciens et modernes (фр.). — 1883.
- Faune de la Sénégambie (фр.). — 1883—1884.
- Rochebrune A.-T., Mabille J. Mollusques // Mission Scientifique du Cap Horn 1882—1883 (фр.). — Paris: Gauthier-Villars et Fils, 1889. — Vol. 6. Zoologie. — 143 p.
- Toxicologie africaine: étude botanique, historique, ethnographique, chimique, physiologique, thérapeutique, pharmacologique, posologique, etc., sur les végétaux toxiques et suspects propres au continent Africain et aux îles adjacentes (фр.). — 1897—1898.